# Dictyocaulus filaria
Dictyocaulus filaria är en rundmaskart som först beskrevs av Rudolphi 1809.  Dictyocaulus filaria ingår i släktet Dictyocaulus och familjen Dictyocaulidae. Arten är reproducerande i Sverige. Inga underarter finns listade i Catalogue of Life.